# باتريك إراس
باتريك إراس (من مواليد 21 يناير 1995) هو لاعب كرة قدم ألماني محترف يلعب كلاعب خط وسط لهولشتاين كيل.

### هولشتاين كيل
انتقل إرَّاس إلى هولشتاين كيل في يوليو 2021 ، بعد أن وافق على عقد مدته ثلاث سنوات. 

## روابط خارجية
- باتريك إراس  على سكروي